# Shuhrat Abbosov
Shuhrat Solihovich Abbosov (ros. Шухра́т Салихович Абба́сов, Szuchrat Salichowicz Abbasow; ur. 16 stycznia 1931 w Kokandzie, zm. 25 kwietnia 2018 w Taszkencie) – radziecki i uzbecki reżyser filmowy, scenarzysta, Ludowy Artysta ZSRR (1981).
Absolwent Taszkienckiego Instytutu Sztuki Teatralnej (1954). Ukończył wyższe kursy reżyserskie przy „Mosfilmie” (1958). Od 1958 roku pracował w studiu filmowym Uzbekfilm. Stworzył scenografię do filmów Ob etom goworit wsia machalla (1960), Ty nie sirota (1963), Taszkient – miasto chleba (1968), Drama lubwi (1972), do serialu telewizyjnego Ogniennyje dorogi (16 serii, 1977–1985) i inne .